# 1398
1398 (MCCCXCVIII) fue un año común comenzado en martes del calendario juliano, en vigor en aquella fecha.

## Acontecimientos
- El rey Enrique III de Castilla concede a Lope Fernández Pacheco los lugares de Puñonrostro, Robledillo y Descargamaría en Extremadura (29 de marzo). Desde Tordesillas cede asimismo el señorío de Belmonte al hermano de este, Juan Fernández Pacheco, junto con las aldeas de Osa, Monreal e Hinojos (16 de mayo). También concede el Condado de Benavente a Juan Alonso Pimentel mediante una albalá fechada el 17 de mayo.
- Pedro López de Ayala, nombrado canciller real de Castilla (1398-1407).
- Tamerlán conquista el Sultanato de Delhi, que había quedado debilitado después de cuatro años de guerra civil. Las tropas islámicas de Tamerlán saquean la ciudad de Delhi en diciembre y masacran a cientos de miles de habitantes hindúes del estado.
- Enrique de Láncaster se hubo de marchar al destierro en 1398 por una orden arbitraria e intransigente de Ricardo II de Inglaterra.

## Arte y literatura
- Pero López de Ayala: Crónicas.

## Nacimientos
- 29 de junio - Juan II de Aragón y II de Navarra en Medina del Campo.
- 25 de julio - Francesco Filelfo, humanista italiano.
- 19 de agosto - Íñigo López de Mendoza y de la Vega, poeta español, en Carrión de los Condes.
- Tlacaélel Político y estadista del imperio mexica

## Fallecimientos
- Blanca de Évreux.
- Mateo I, Conde de Foix y Vizconde de Bearne.
- Jacobo I de Chipre (1334-1398), Rey de Chipre.